# Lista de séries de televisão da Rede Tupi
As series e seriado da extinta Rede Tupi estão relacionados nesta lista, incluindo datas de início, termino, episódios e realizadores.

## Séries e seriados por ordem de exibição

### Década de 1950
| # | Início                 | Termino            | Título                   | Cap. | Temp. | Autoria                       | Direção                       | Ref.  |
| - | ---------------------- | ------------------ | ------------------------ | ---- | ----- | ----------------------------- | ----------------------------- | ----- |
| 1 | 3 de junho de 1952     | 6 de março de 1962 | Sitio do Picapau Amarelo | 360  | 10    | Júlio Gouveia Tatiana Belinky | Júlio Gouveia Tatiana Belinky | [ 1 ] |
| 2 | 1953                   | 1964               | Alô, doçura!             | -    | -     | Cassiano Gabus Mendes         | Cassiano Gabus Mendes         | [ 2 ] |
| 3 | 1954                   | 1963               | O Falcão Negro           | -    | -     | Péricles Leal                 | Túlio de Lemos                | [ 3 ] |
| 4 | 19 de dezembro de 1956 | 1958               | O Jovem Dr. Ricardo      | -    | -     | Moysés Weltman                | Alcino Diniz                  |       |
| 5 | 12 de janeiro de 1957  | 1957               | Lever no Espaço          | 23   | -     | Mário Fannuchi                | Cassiano Gabus Mendes         | [ 4 ] |

### Década de 1960
| #  | Início                 | Termino                | Título                           | Cap. | Temp. | Autoria                               | Direção                       | Ref.   |
| -- | ---------------------- | ---------------------- | -------------------------------- | ---- | ----- | ------------------------------------- | ----------------------------- | ------ |
| 6  | 20 de dezembro de 1961 | 1962                   | O Vigilante Rodoviário           | 38   | -     | Ary Fernandes                         | Alfredo Palácios              | [ 5 ]  |
| 7  | 2 de março de 1966     | Novembro de 1966       | O Amor Tem Cara de Mulher        | -    | -     | Cassiano Gabus Mendes Nené Cascallar  | Cassiano Gabus Mendes         | [ 6 ]  |
| 8  | 1967                   | 1968                   | Águias de Fogo                   | 26   | -     | Ary Fernandes                         | Ary Fernandes                 | [ 7 ]  |
| 9  | Julho de 1967          | 1967                   | A de Amor                        | -    | -     | Lauro César Muniz                     | Lauro César Muniz             | [ 8 ]  |
| 10 | 13 de julho de 1968    | 16 de novembro de 1968 | O Estranho Mundo de Zé do Caixão | 13   | -     | Rúbens F. Luchetti José Mojica Marins | António Abujamra              | [ 9 ]  |
| 11 | Abril de 1969          | Abril de 1970          | Confissões de Penélope           | -    | -     | Sérgio Jockyman                       | António Abujamra John Herbert | [ 10 ] |

### Década de 1970
| #  | Início                 | Termino               | Título                      | Cap. | Temp. | Autoria                                  | Direção                        | Ref.   |
| -- | ---------------------- | --------------------- | --------------------------- | ---- | ----- | ---------------------------------------- | ------------------------------ | ------ |
| 12 | Junho de 1970          | 1970                  | Ritinha Salário Minimo      | -    | -     | Abílio Pereira de Almeida                | Adriano Stuart                 | [ 11 ] |
| 13 | 1972                   | 1973                  | Dom Camilo e os Cabeludos   | -    | -     | Dárcio Pereira                           | Benjamin Cattan                | [ 12 ] |
| 14 | 20 de novembro de 1972 | 9 de novembro de 1973 | Jerônimo, o Herói do Sertão | 255  | 1     | Moysés Weltman                           | Benjamin Cattan                | [ 13 ] |
| 15 | Abril de 1973          | 1973                  | Tio Maravilha               | -    | -     | Carlos Alberto de Nóbrega                | Dionísio Azevedo Gonzaga Blota | [ 14 ] |
| 16 | 1973                   | 1973                  | O Anjo                      | -    | -     | Murilo Vinhaes                           | Jardel Mello João Loredo       | [ 15 ] |
| 17 | Outubro de 1975        | 22 de junho de 1976   | Senhoras e Senhores         | -    | -     | Wálter Forster Carlos Alberto de Nóbrega | Antonino Seabra                | [ 16 ] |
| 18 | 3 de julho de 1976     | 1976                  | Sossega Leão                | -    | -     | -                                        | Antonino Seabra                | [ 17 ] |
| 19 | 25 de setembro de 1978 | 3 de setembro de 1979 | Os Pankekas                 | -    | -     | -                                        | -                              | [ 18 ] |
| 20 | 28 de março de 1979    | 1979                  | Casa Fantástica             | -    | -     | Walter Forster                           | Atílio Riccó                   | [ 19 ] |
| 21 | 1979                   | 1979                  | O Grupo                     | -    | -     | Paulo Gaudêncio Jayme Camargo            | Celso Nunes                    | [ 20 ] |